# ヨーナス・トゥリンクーナス
ヨーナス・ヤウニュス・トゥリンクーナス (リトアニア語: Jonas Jaunius Trinkūnas 1939年2月28日 - 2014年1月20日) は、リトアニアのネオペイガン宗教ロムヴァの創始者。民族学者、民俗学者でもある。

## 生涯

### ソ連下での活動
1939年、クライペダで生まれる。カウナスの学校で学び、1957年にヴィリニュス大学に入学、1965年にリトアニア語・文学部で心理学の学位をとる。在学中に「インドの友協会」 (リトアニア語: Indijos bičulių draugija)を設立している。インドのヴェーダと出会ったトゥリンクーナスは、リトアニア文化の起源とその精神的根源を探求するようになった。
1967年、トゥリンクーナスは友人たちと共に、ケルナヴェでラーソース（夏至祭）を祝い始めた。ソヴィエト政府からは不認可とされ、KGBの圧力を受けつつも、リトアニア人の間では民話や伝統的なアンサンブルを再建し、ラーソースに焚火をたき、ヴェーリニェース（Vėlinės、諸聖人の日）にキャンドルを灯す活動が続けられた。これは、リトアニア人が文化的な独立を維持するのに大いに役立った。トゥリンクーナスは、ヴィリニュス大学でラムヴァ民族誌学会の創設に携わった。彼は民話を研究し、農村をめぐって生き残っている文化、民謡、伝統を採集していった。彼の学生や支持者たちは自らを「ラムヴァの者たち」や「旅人たち」と呼ぶようになった。
ヴィリニュス大学を卒業後、トゥリンクーナスは1969年から同大の心理学講師となった。しかし1973年、その民俗研究が反体制的であるとして大学を追われてしまう。その後15年にわたり、彼は専門分野の研究活動への参加を禁じられた。そこでトゥリンクーナスは、代わりにリトアニアに生き残った古い伝統の研究に生涯をかけることにした。村々を回って民謡や民話、慣習や信仰を採集していくうちに、彼はラムヴァ民俗学者から真のロムヴァ信者になっていった。

### リトアニア独立後
サユディスの改革運動が活発になった1988年、トゥリンクーナスはようやくヴィリニュス大学への復帰を許され、心理学部と社会学部内での民族学助手となった。1990年から1993年にかけて、彼はリトアニア文化省の民族文化庁の長官となった。1944年からは民族・民族社会学部門の研究者として勤務し、リトアニア教育大学で民族文化を教えた。この時期には数々の国際会議やペイガン関連のイベントに出席し、国内外への寄稿や著書執筆の量も増加した。トゥリンクーナスは民族音楽バンドクールグリンダ、Etninės kultūros draugija (民族文化協会), Tautos namai (民族の家)など様々な団体のメンバーであった。
トゥリンクーナスの学者としての業績は、ソ連崩壊後のリトアニアで開花することとなった。彼の民族文化庁長官在任期には、この機関の管轄範囲は民族誌や民謡、小リトアニアとロシア領カリーニングラード州の教育・文化問題に加え、広範な出版活動も行っていた。また彼はこの時期、民話研究者を表彰する「ヨーナス・バサナヴィチュース賞」や、セイマス（議会）に対して責任をもつ民族文化保護評議会を設立した。この評議会は現在に至るまでリトアニアの文化保護政策で重要な役割を担っている。1997年、彼はヴェナンタス・マチエクスと共に、ラムヴァ文化改革運動での功績によりヨーナス・バサナヴィチュース賞を受賞した。

### ロムヴァとの関係
1992年、トゥリンクーナスはロムヴァの宗教共同体に登録した。この後、ロムヴァはリトアニアの他のペイガン共同体を糾合し、古バルト宗教の最有力勢力となる。1998年、トゥリンクーナスはヴィリニュスで開かれた世界民族宗教会議（現欧州民族宗教会議）で議長に選ばれた。その後、彼はこの議長職の肩書とリトアニア・ロムヴァの精神的指導者として、インド、オーストラリア、アメリカの催しに招待されている。2002年、トゥリンクーナスはロムヴァの大祭司（クリヴィス）に任じられ、ヤウニス（若い者）の称号を与えられた。これは古代宗教の復活を象徴するイベントだった。
2013年、トゥリンクーナスは、かつての活発な反ソビエト政府運動、民族運動組織の設立、宗教・民族文学への貢献により、リトアニア政府からリトアニア大公ゲディミナス勲章を受勲した。

### 死去
2014年、ヨーナス・トゥリンクーナスはヴィリニュスで死去した。享年74歳。彼は死の直前に、クールリンダのための新曲An kalno an aukštojo,を書き上げていた。ロムヴァ大祭司の職は、妻のイニィエ・トゥリンクーニエニエが継いだ。